# Chibi (köpinghuvudort i Kina, Hubei Sheng, lat 29,88, long 113,63)
Chibi (kinesiska: 赤壁, 赤壁镇) är en köpinghuvudort i Kina. Den ligger i provinsen Hubei, i den centrala delen av landet, omkring 100 kilometer sydväst om provinshuvudstaden Wuhan. Antalet invånare är 18 917. Befolkningen består av 8 969 kvinnor och 9 948 män. Barn under 15 år utgör 16,0 %, vuxna 15-64 år 74 %, och äldre över 65 år 9,0 %.
Runt Chibi är det tätbefolkat, med 276 invånare per kvadratkilometer. Närmaste större samhälle är Xindi, 16,7 km väster om Chibi. Trakten runt Chibi består till största delen av jordbruksmark.
Genomsnittlig årsnederbörd är 1 743 millimeter. Den regnigaste månaden är maj, med i genomsnitt 244 mm nederbörd, och den torraste är januari, med 42 mm nederbörd.